# Kalkulacja podziałowa
Kalkulacja podziałowa – element metody kalkulacji kosztów. Polega na podzieleniu wszystkich kosztów bezpośrednich i pośrednich przez liczbę ustalonych jednostek kalkulacyjnych. W efekcie uzyskuje się przeciętny koszt jednostkowy.
Przykład: Na podstawie raportu o wykonaniu produkcji: 4000 szt. wykonano i przekazano do magazynu, 1000 szt. zakończono w 60%, 500 szt. zakończono w 20%. Należy określić liczbę jednostek gotowych, przeliczonych do celu kalkulacji. W przeliczeniu należy uwzględnić rodzaj składnika kosztu
- materiały zużywane na początku procesu

4000 + 1000 + 500 = 5500 sztuk
- robocizna

4000 + 1000 × 0,6 + 500 × 0,2 = 4700 sztuk
- koszty wydziałowe

4000 + 1000 × 0,6 + 500 × 0,2 = 4700 sztuk
Komentarz: Kalkulacja podziałowa polega zatem na podzieleniu właściwie dobranych kosztów przez właściwie dobrane liczby produktów dotyczące okresu kalkulacyjnego.
Dzieli się ją na następujące części:
- prosta
- współczynnikowa
- odjemna
- fazowa (procesowa)
  - półfabrykatowa
  - bezpółfabrykatowa

## Kalkulacja prosta
Kalkulacja podziałowa prosta stosowana jest w tych przedsiębiorstwach, które wytwarzają, z reguły w jednym procesie produkcyjnym, produkty jednorodne na skalę masową np. w cementowniach, elektrowniach, cegielniach, gazowniach. Kalkulacja ta polega na podziale kosztów poniesionych w danym okresie przez wielkość produkcji według następującego wzoru:
{\displaystyle k={\frac {K}{x}},}
gdzie:
{\displaystyle K} – koszty produkcji,
{\displaystyle x} – wielkość produkcji,
{\displaystyle k} – jednostkowe koszty produkcji.
We wzorze tym w liczniku ujęte są poszczególne pozycje kalkulacyjne kosztów, a więc koszty bezpośrednie oraz koszty pośrednie z dalszym ich podziałem. W wyniku przeprowadzonej kalkulacji otrzymuje się przeciętny koszt wytworzenia według pozycji kalkulacji kosztów.

## Kalkulacja współczynnikowa
Jest odmianą kalkulacji podziałowej, stosowaną w tych przedsiębiorstwach, które w wyniku takiego samego produktu wytwarzają, najczęściej z takich samych surowców, produkty spełniające tę samą funkcję, różniące się jedynie rozmiarami (gabarytami, masą). Stosowana może być w przemyśle ceramicznym, szklarskim, budowlanym.
Ewidencja księgowa w tego typu produkcji prowadzona jest dla całej produkcji, bez uwzględniania poszczególnych odmian produktów. Nie ma więc rzeczywistego obiektu kalkulacyjnego. Natomiast procedura kalkulacyjna ustalająca koszty poszczególnych produktów rozpoczyna się od ustalenia tzw. produkcji przeliczeniowej, czyli doprowadzenia do wspólnego mianownika wszystkich produktów. Czyni się to przez przemnożenie poszczególnych produktów przez ustalone dla nich współczynniki przeliczeniowe. Współczynnikami takimi mogą być np. waga, pojemność, rozmiary, czasochłonność itp. Współczynniki te mogą być ustalone dla wszystkich kosztów produkcji jednakowe bądź dla każdej pozycji kosztów inne. Po czym następuje ustalenie kosztu jednostkowego jednostki przeliczeniowej produktu. Ostatecznym etapem jest ustalenie kosztu jednostkowego rzeczywistego produktu przez pomnożenie kosztu jednostki przeliczeniowej przez liczbę jednostek przeliczeniowych produktu.
Stosowanie metody podziałowej ze współczynnikami przebiega w oparciu o następujące etapy:
- Etap 1. Ustalenie ilości wyprodukowanych wyrobów w ciągu okresu sprawozdawczego.
- Etap 2. Ustalenie współczynnika dla każdego wyrobu.
- Etap 3. Obliczenie łącznej liczby jednostek przeliczeniowych (jako sumy iloczynów ilości poszczególnych rodzajów wyrobów oraz odpowiadających im współczynników).
- Etap 4. Ustalenie łącznych kosztów poniesionych, w przekroju poszczególnych pozycji kalkulacyjnych.
- Etap 5. Obliczenie kosztu wytworzenia jednostki współczynnikowej (jednostki przeliczeniowej), poprzez podzielenie sumy poniesionych kosztów (etap 4) przez łączną liczbę jednostek współczynnikowych (etap 3).
- Etap 6. Ustalenie jednostkowych kosztów wytworzenia poszczególnych wyrobów (przedmiotów kalkulacji), które uzyskuje się poprzez pomnożenie kosztu jednostki współczynnikowej (etap 5) przez współczynnik przypisany do kalkulowanego wyrobu (etap 2).

## Kalkulacja odjemna
Stosowana jest w przypadku tych przemysłów, w których w wyniku procesu produkcyjnego otrzymuje się produkt główny oraz produkty uboczne. Stosowana ona jest w przemyśle chemicznym, przetwórczym, wydobywczym. Kalkulacja ta znana jest w literaturze pod nazwą kalkulacji resztowej, łącznej, sprzężonej, skojarzonej.
Produkcja sprzężona polega na tym, że proces technologiczny wymusza powstawanie oprócz produktu głównego także produkty uboczne oraz odpady produkcyjne. Produkty główne stanowią podstawowy cel działalności przedsiębiorstwa, produkty uboczne maja zwykle pewną wartość użytkową i znajdują zwykle nabywców. Odpady najczęściej nie mają żadnej wartości użytkowej.
Procedura kalkulacyjna przy produkcji sprzężonej polega na odjęciu od kosztów produkcji wartości produktów ubocznych i odpadów produkcyjnych i podzieleniu otrzymanej różnicy przez liczbę produktów głównych. W ramach tej procedury niezbędne jest dokonanie wyceny odpadów i produktów ubocznych. Procedura ta przebiega według następujących etapów:
1. Odpady produkcyjne najczęściej nie są wycenianie, przeciwnie – wymagają one często poniesienia dodatkowych kosztów na ich utylizację. W takim przypadku koszty te zwiększają koszty procesu produkcyjnego.
2. Produkty uboczne wyceniane są według tzw. wartości likwidacyjnej netto (wpływów netto uzyskanych z ich sprzedaży). Wpływy te ustalane są jako różnica między przychodami z ich sprzedaży oraz wszelkimi kosztami związanymi z tą sprzedażą.

## Kalkulacja fazowa (procesowa)
W przypadku, gdy proces produkcyjny przy produkcji masowej przebiega w kilku następujących po sobie fazach (procesach) produkcyjnych, to do ustalenia kosztów jednostkowych stosuje się odmianę kalkulacji podziałowej nazywanej kalkulacją podziałową procesową lub fazową. Występuje wówczas tzw. wielostopniowy rachunek kalkulacyjny. Produkcja procesowa charakteryzuje się tym, że w ramach każdego procesu otrzymuje się półprodukt, który najczęściej jest przekazywany do następnej fazy procesu produkcyjnego lub do magazynu wydziałowego. Produkt gotowy otrzymywany jest w ostatniej fazie procesu produkcyjnego.
Kalkulacja procesowa może być przeprowadzona według dwóch metod:
1) metodą półfabrykatową, która polega na kalkulacji poszczególnych półproduktów i produktów gotowego w sposób narastający, a więc z uwzględnieniem kosztu produkcji z fazy lub faz poprzednich. Ustala się w ten sposób koszt wytworzenia półproduktów po każdej fazie, a produktu gotowego po ostatniej fazie.
{\displaystyle k_{j}{\frac {Kf_{i}+(xf_{i-1}\times kf_{i-1})}{xf}},}
gdzie:
{\displaystyle Kf_{i}} – koszty wytworzenia fazy i-tej,
{\displaystyle xf_{i}} – liczba półfabrykatów/wyrobów gotowych i-tej fazy,
{\displaystyle xf_{i-1}} – liczba półfabrykatów poprzedniej z poprzedniej fazy,
{\displaystyle kf_{i-1}} – koszt jednostkowy półfabrykatu przekazanego z poprzedniej fazy.
2) metodą bezpółfabrykatową, która polega na kalkulacji kosztów ponoszonych wyłącznie w poszczególnych fazach. W tym przypadku koszty poszczególnych półproduktów oraz produktu gotowego jest sumą kosztów kolejnych faz procesu produkcyjnego.
{\displaystyle k_{j}=\sum _{i=1}^{\frac {Kf_{i}}{xf_{i}}},}
gdzie:
{\displaystyle Kf_{i}} – koszty wytworzenia fazy i-tej,
{\displaystyle xf_{i}} – liczba półfabrykatów/wyrobów gotowych i-tej fazy.